# Merindah Dingjan
Merindah Dingjan (Arnhem, 15 januari 1991) is een in Nederland geboren Australische zwemster.

## Carrière
Bij haar internationale debuut, op de wereldkampioenschappen zwemmen 2009 in Rome, eindigde Dingjan samen met Ellen Fullerton, Stephanie Rice en Bronte Barratt als vijfde op de 4x200 meter vrije slag.
Op de wereldkampioenschappen zwemmen 2011 in Shanghai veroverde de Australische samen met Belinda Hocking, Leisel Jones en Alicia Coutts de bronzen medaille op de 4x100 meter wisselslag, op de 4x100 meter vrije slag eindigde ze samen met Bronte Barratt, Marieke Guehrer en Alicia Coutts op de vijfde plaats.

## Internationale toernooien
| Jaar | Olympische Spelen | WK langebaan                             | WK kortebaan  | PanPacs       | Gemenebestspelen |
| ---- | ----------------- | ---------------------------------------- | ------------- | ------------- | ---------------- |
| 2009 |                   | 5e 4x200m vrije slag                     |               |               |                  |
| 2010 |                   |                                          | geen deelname | geen deelname | geen deelname    |
| 2011 |                   | 5e 4x100m vrije slag · 4x100m wisselslag |               |               |                  |

## Persoonlijke records
Bijgewerkt tot en met 5 april 2011

### Kortebaan
| Afstand         | Tijd    | Datum            | Plaats   |
| --------------- | ------- | ---------------- | -------- |
| 100m vrije slag | 53,99   | 15 juli 2010     | Brisbane |
| 200m vrije slag | 1.54,61 | 14 november 2009 | Berlijn  |

### Langebaan
| Afstand         | Tijd    | Datum        | Plaats |
| --------------- | ------- | ------------ | ------ |
| 100m vrije slag | 54,85   | 5 april 2011 | Sydney |
| 200m vrije slag | 1.58,15 | 3 april 2011 | Sydney |